# Isla Cuptana
Isla Cuptana är en ö i Chile.   Den ligger i regionen Región de Aisén, i den södra delen av landet, 1 300 km söder om huvudstaden Santiago de Chile. Arean är 351 kvadratkilometer.
Terrängen på Isla Cuptana är kuperad. Öns högsta punkt är 1 277 meter över havet. Den sträcker sig 24,9 kilometer i nord-sydlig riktning, och 25,3 kilometer i öst-västlig riktning.
I omgivningarna runt Isla Cuptana växer i huvudsak blandskog. Trakten runt Isla Cuptana är nära nog obefolkad, med mindre än två invånare per kvadratkilometer.